# Chèvrefeuille noir
Lonicera nigra
Espèce
Classification phylogénétique
Le chèvrefeuille noir ou camérisier noir (Lonicera nigra), en anglais Blackberried Honeysuckle, en allemand Schwarze Heckenkirsche, en espagnol Madreselva, en catalan Xuclamel negre, en néerlandais Zwarte Kamperfolie est une liane arbustive de la famille des Caprifoliacées.

## Synonyme
- Lonicera carpatica Kitt.

## Description
C'est un arbrisseau haut de 60 à 150 cm.

### Caractéristiques
Organes reproducteurs
- Couleur dominante des fleurs : blanc
- Période de floraison : mai à juillet
- Inflorescence : cyme multipare
- Sexualité : hermaphrodite
- Ordre de maturation :
- Pollinisation : entomogame, autogame

Graine
- Fruit : baie
- Dissémination : endozoochore

## Habitat et répartition
C'est une plante de la montagne qui pousse entre 600 et 1 800 mètres.
L'aire de répartition est européenne méridionale.
En France, Lonicera nigra est présent dans les montagnes, des Pyrénées au Jura.

### Source
- (fr) Tela Botanica (France métro) : Lonicera nigra L.